# Juan Pulido (Sänger)
Juan Manuel Pulido (* 19. Juni 1891 in Las Palmas de Gran Canaria; † 23. November 1972 in Mexiko-Stadt) war ein spanischer Sänger und Schauspieler.

## Leben
Pulido erhielt seine erste musikalische Ausbildung von Bernardino Valle an der Philharmonischen Akademie von Gran Canaria, wo er ab 1912 auch als Amateur auftrat. 1920 folgte er nach dreijähriger Militärzeit seinem Gesangslehrer Néstor de la Torre nach Kuba. Dort wurde er von Komponisten wie Eduardo Sánchez de Fuentes und Gonzalo Roig gefördert und spielte in zwei Stummfilmen unter der Regie von Ramón Peón.
1923 ging er nach New York und trat dort im Oktober als Sänger im Rialto Theatre auf. Es folgten im gleichen Jahr weitere Auftritte in Zarzuelaaufführungen in New York und Tampa und die Aufnahme seines ersten Albums, das u. a. ein Duett mit Pilar Arcos enthielt. Zum Ende der Saison hatte er an der Seite von Hipólito Lázaro eine Rolle in Emilio Arrietas Oper Marina.
In der Folgezeit wirkte er in New an spanischsprachigen Theateraufführungen mit und sang Wiener Operetten in spanischer Übersetzung. In Marina trat er erneut – jetzt mit Rodolfo Hoyos, Carlos Mejía und Margarita Cueto – auf. 1927 unterschrieb er einen Exklusivvertrag mit Victor Records.
1928 gab er drei Konzerte im Nationaltheater in Havanna. In New York nahm er Platten auf und trat in dem Film Calas de la Paramount (mit Ernesto Vilches, Encarnación López und Rosita Moreno) auf. Nach einem Konzert in Las Palmas unternahm er bis 1932 eine Tournee durch mehrere europäische Länder. Von 1944 bis 1949 lebte er in Havanna, danach ging er nach Mexiko. Dort traf er Ramón Peón wieder und drehte mit ihm und anderen in den folgenden fünf Jahren mehr als 70 Filme. 1954 zog er sich von allen künstlerischen Aktivitäten zurück.